# Jonathan Perry
Pour les articles homonymes, voir Perry.
Jonathan Perry, né le 22 novembre 1976 à Hamilton, est un footballeur international néo-zélandais, évoluant au poste de défenseur.

## Carrière
Très jeune, il intègre l'équipe anglaise du Barnsley FC. Il joue dans les équipes de jeunes et revient, en 1999, en Nouvelle-Zélande. Perry évolue une saison avec le Metro Auckland.
Entretemps, il joue ses premiers matchs avec l'équipe de Nouvelle-Zélande. Sélectionné pour la Coupe d'Océanie 1998, il remporte cette compétition. Un an plus tard, il est de nouveau présent, cette fois-ci pour la Coupe des confédérations 1999. Perry entre au cours de deux matchs ; la Nouvelle-Zélande est éliminée dès le premier tour.
En 1999, il signe avec le Football Kingz FC et devient un des piliers de cette équipe. Malgré des apparitions occasionnelles, il est retenu pour la Coupe d'Océanie 2002, qu'il remporte une nouvelle fois.

## Palmarès
- Vainqueur de la Coupe d'Océanie 1998 avec la Nouvelle-Zélande
- Vainqueur de la Coupe d'Océanie 2002 avec la Nouvelle-Zélande